# Oberhallau
Oberhallau est une commune suisse du canton de Schaffhouse.

## Géographie

Photo aérienne prise à 100 m par Walter Mittelholzer (1923).

Selon l'Office fédéral de la statistique, Oberhallau mesure 6,03 km2.

## Démographie
Selon l'Office fédéral de la statistique, Oberhallau compte 418 habitants en 2008. Sa densité de population atteint 69 hab./km2.
Le graphique suivant résume l'évolution de la population d'Oberhallau entre 1850 et 2008 :

## Culture et patrimoine

### Héraldique
| Blason | Blasonnement : D'azur à la fleur de lis d'argent chargée d'une clé d'or en fasce. |